# Prevajalec
Prevajalec je  jezikoslovec, katerega naloga je prevajati besedilo oz. govor iz enega jezika v drugega ali več drugih.
Poklicni prevajalci imajo običajno končano štiriletno srednjo šolo in univerzitetni študij prevajalstva ali sorodne smeri.